# 黎巴嫩国徽
黎巴嫩國徽（阿拉伯语：شعار لبنان）為盾徽，圖案與國旗同，惟三條色帶自右上角往左下角傾斜。